# Galathowenia oculata
Galathowenia oculata är en ringmaskart som först beskrevs av Zachs 1923.  Galathowenia oculata ingår i släktet Galathowenia och familjen Oweniidae. Arten är reproducerande i Sverige. Inga underarter finns listade i Catalogue of Life.